# Die heilige Sage der Polynesier
Die heilige Sage der Polynesier (Polynesiernas heliga myter) är en samling myter från Nya Zeeland och Hawaii, utgiven av etnologen Adolf Bastian 1881. Boken innehåller den första tryckta texten från ett av det polynesiska Hawaiis viktigaste verk, Kumulipo. Tidigare fanns Kumulipo endast nedskrivet som ett manuskript, som var i hawaiianske kungen Kalākauas ägo.
Översättningen av Kumulipo till tyska är ofullständig och innehåller misstolkningar. Dess främsta värde kan ha varit att den uppmuntrade hawaiianerna att trycka och förklara sina myter.